# Прапор Слабина
Прапор Слабина — офіційний символ села Слабин, Чернігівського району Чернігівської області, затверджений 27 грудня 2003 року рішенням сесії сільської ради.
Автор — А. Гречило.

## Опис
Квадратне синє полотнище, на якому білий якір, обабіч якого по жовтій 8-променевій зірці, з трьох сторін по периметру (крім сторони від древка) йде лиштва з жовтих і синіх трикутників, завширшки в 1/10 сторони прапора.

## Значення символів
Для сучасних символів використано сюжет із печаток Слабинської сотні ХVІІІ ст.